# نپیکاستات
نپیکاستات (به انگلیسی: Nepicastat) مهارگر آنزیم دوپامین بتاهیدروکسیلاز است، این آنزیم دوپامین را به نوراپینفرین تبدیل می‌کند.
گمان می‌رود که در درمان نارسائی احتقانی قلب و همچنین ترک مواد مخدر مؤثر باشد.